# Франко Мастантуоно
Франко Мастантуоно је професионални аргентински фудбалер који игра на позицији средњег везног играча и нападача. 
Наступајући за Ривер у аргентинском Суперкласику постигао је гол директно из слободног ударца са 28 метара удаљености, чиме је постао други најмлађи стрелац у историји највећег дербија Аргентине. У Купу Аргентине, 8. фебруара 2025. године постао је најмлађи стрелац у историји Ривер Плејт, а лета исте године потписује за Реал Мадрид који га је платио 45 милиона еура.
За репрезентацију Аргентине дебитовао је 5. јуна на мечу јужноамеричких квалификација за Светско првенство. На мечу против Чилеа заменио је Тијага Алмаду и са 17 година и 296 дана постао је најмлађи дебитант у историји „гаучоса” оборивши претходни рекорд Адолфа Хелсингера